# Registrated
REGIstrated is een in 2007 opgenomen album van Regi Penxten. Hiervoor heeft hij verschillende Vlaamse artiesten gevraagd om de zangstukken voor hun rekening te nemen, terwijl hij zorgt voor het Dance-aspect, alhoewel hij op de laatste track, No Music, zelf de zang verzorgt.
Zo zijn Scala, Bart Peeters, Tom Helsen, Koen Buyse, Katerine, Roel Vanderstukken, Karen Damen, Danzel, Yannick Bovy, Laura Ramaekers, Caren Meynen, Kate Ryan en Hanne Troonbeeckx te horen. Ook maakt Wout Van Dessel (Sylver) een verschijning op 1 van de tracks.

## Tracklist
| 1.                 | I Fail (Albumversie)     | Koen Buyse, Steven Kolacny              | Scala                                    | 06:05 |
| 2.                 | AAA Anthem (Radioversie) | Bart Peeters                            | Bart Peeters                             | 03:14 |
| 3.                 | Night & Day              | Filip Vandueren (Milk Inc.), Tom Helsen | Tom Helsen                               | 04:15 |
| 4.                 | Punish (Albumversie)     | Koen Buyse                              | Koen Buyse                               | 04:17 |
| 5.                 | Back/Off                 | Koen Buyse                              | Katerine                                 | 04:18 |
| 6.                 | I'm A Man                | Koen Buyse                              | Roel Vanderstukken                       | 03:20 |
| 7.                 | Hard                     | Koen Buyse                              | Karen Damen (ex-K3)                      | 03:37 |
| 8.                 | What Is Life             | Johan Waem                              | Danzel                                   | 04:16 |
| 9.                 | Better World Without You |                                         | Yannick Bovy                             | 03:04 |
| 10.                | Hide                     | Koen Buyse                              | Koen Buyse                               | 03:42 |
| 11.                | I Still                  |                                         | Laura Ramaekers                          | 04:20 |
| 12.                | Larger Than Life         | Wout Van Dessel (Sylver)                | Wout Van Dessel (Sylver) en Caren Meynen | 04:21 |
| 13.                | Spoiled                  | Katrien Verbeeck                        | Kate Ryan                                | 04:30 |
| 14.                | Scared of Me             |                                         | Hanne Troonbeeckx                        | 02:24 |
| 15.                | No Music                 |                                         |                                          | 03:17 |
| Totale duur: 58:55 |                          |                                         |                                          |       |